# Zuidwest-Britse talen
Het Zuidwest-Brits is een van de twee dialecten waarin de Britse taal scheidt, waarschijnlijk als gevolg van de Slag van Deorham in 577. Het andere is het West-Brits, waaruit zich later het Welsh en het Cumbrisch ontwikkelen. Het Zuidwest-Brits is de gemeenschappelijke voorouder van het Cornisch en het Bretons. Volgens de mening van sommigen (zoals Peter Schrijver) werden de twee dialecten echter pas gescheiden tegen de 12e eeuw, dus zijn de termen "Oud Cornisch" en "Oud Bretons" meer geografisch dan taalkundig.
Sommige van de klankverschillen die het Zuidwest-Brits onderscheiden van het Welsh zijn:
- het versterken van */(g)wo-/ naar /(g)wu-/ in een pretonische lettergreep (in het Welsh was er geen versterking)
- het naar voren brengen van */ɔː/ naar /œː/ (in het Welsh gediftongeerd naar /aw/)
- het naar voren brengen van */a/ naar */e/ voordat */iː/ naar */j/ in een oude laatste lettergreep (in het Welsh gediftongeerd naar /ei/)

Andere beduidende verschillen kunnen gevonden worden in Welshe vernieuwingen waarin het Zuidwest-Brits niet aan deelnam, zoals de ontwikkeling van de stemloze alveolaire laterale fricatief /ɬ/.